# Ciao professore
Ciao professore è una serie televisiva italiana del 1999, con Massimo Dapporto e Antonella Fattori trasmessa in prima visione da Canale 5.
Luca Magli è un professore di lettere al liceo classico Volta di Roma che si dedica di più alla sua professione che alla sua famiglia. Luca è sposato con Elise, impiegata di un'agenzia di viaggi la quale vorrebbe che il marito cambiasse lavoro; la coppia ha due figli: Andrea di 13 anni, un ragazzo estroverso e Carlotta di 10, una bambina molto sensibile.

## Episodi
| n.° | Titolo              | Prima TV         |
| --- | ------------------- | ---------------- |
| 1   | Amore proibito      | 31 ottobre 1999  |
| 2   | Ospite indesiderato | 4 novembre 1999  |
| 3   | Giochi proibiti     | 7 novembre 1999  |
| 4   | Segreti di famiglia | 14 novembre 1999 |